# Alt Luxemburg

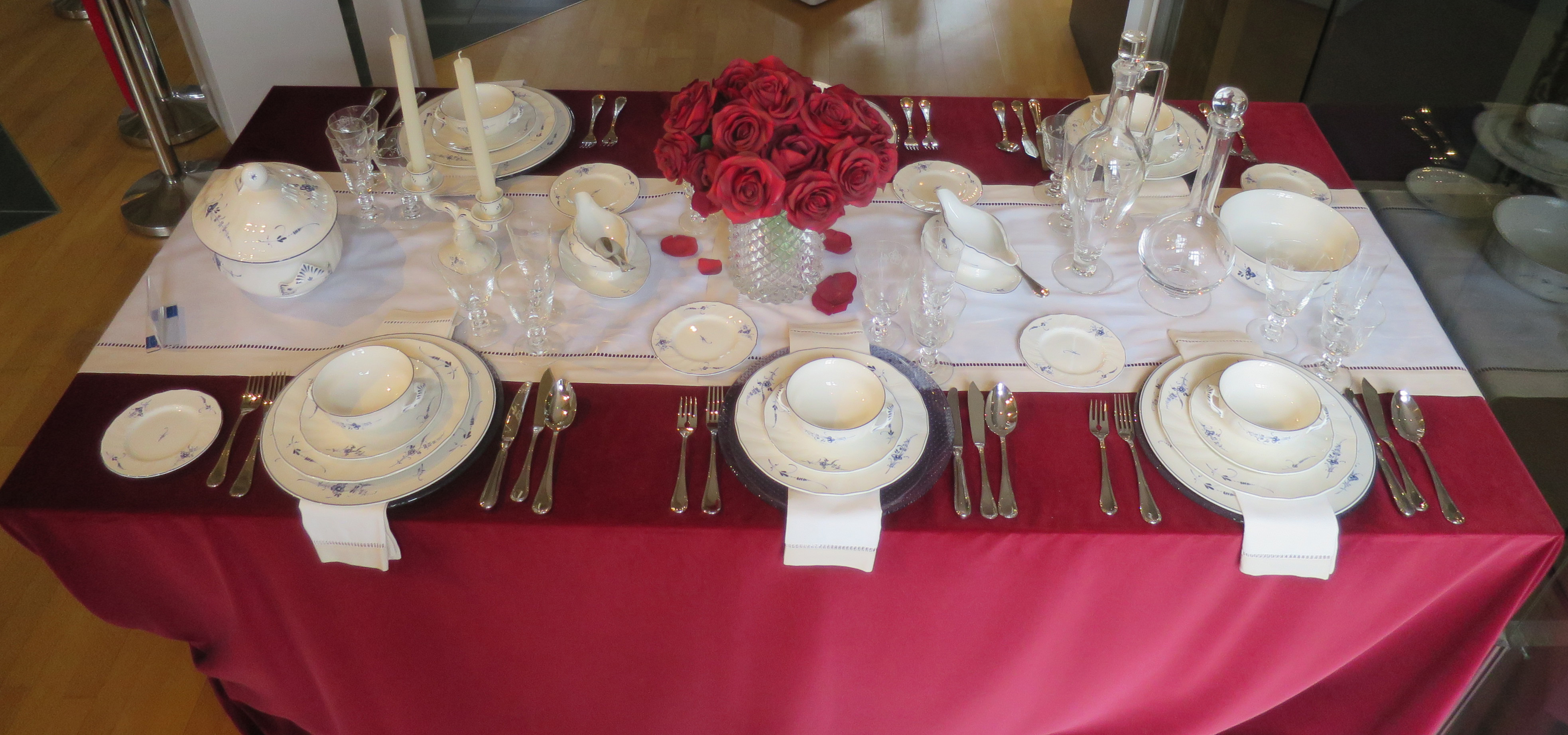
Gedeck mit Geschirr im Dekor Alt Luxemburg

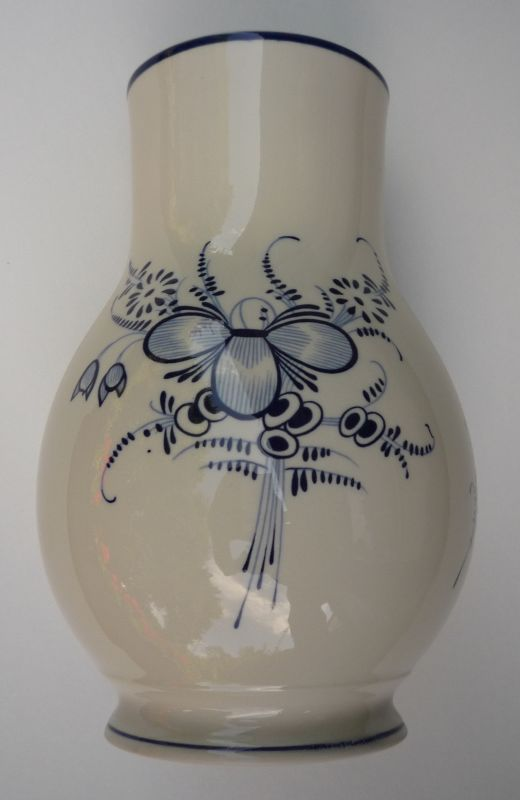
Dekor Alt Luxemburg

Alt Luxemburg ist ein Dekor für Kaffee- und Tafelgeschirr, das von Villeroy & Boch seit 1767 hergestellt wird.

## Geschichte
1767 gründeten die Brüder Jean-François, Dominique und Pierre-Joseph Boch im luxemburgischen Septfontaines (heute zur Stadt Luxemburg) eine Steingut-Manufaktur. Sie wurde zu einem der Unternehmen, aus denen später Villeroy & Boch hervorging. 
Noch im Jahr der Gründung wurde das Dekor „à la brindille“ („verzweigt“) auf den Markt gebracht, später in „Alt Luxemburg“ umbenannt und es wird unter dieser Bezeichnung noch heute hergestellt. Es ist eines der erfolgreichsten und bekanntesten Dekore von Villeroy & Boch.